# 下総教育航空群
下総教育航空群（しもふさきょういくこうくうぐん、英称：Air Training Group Simofusa）とは、海上自衛隊の教育航空集団に属する教育航空群のひとつであり、P-3C等の固定翼航空機の操縦士及び航空士を養成するための教育訓練を行っている。部隊は下総航空基地（千葉県柏市）に所在しており、群司令は1等海佐（一）をもって充てられている。

## 概要
第203教育航空隊は、海上自衛隊が運用する固定翼機の操縦士と各航空士の最終教育を行う部隊である。この教育課程を修了するとウイングマーク（航空機搭乗員徽章）を授与され正式な搭乗員として各部隊に配属される。
教育に利用する航空機のコールサインはアトラスである。

## 沿革
- 1974年（昭和49年）2月16日：「下総教育航空群」が新編。

※ 鹿屋教育航空群が廃止となり、同群隷下の第205教育航空隊及び第201支援整備隊が鹿屋航空基地から移転し、隷下に編入。
※ 新編時の編成（司令部・第205教育航空隊・第201支援整備隊・下総航空基地隊）
- 1987年（昭和62年）12月1日：「第206教育航空隊」を新編、P-3Cが配備。
- 1993年（平成05年）9月27日：下総航空基地隊隷下に「下総救難飛行隊」を新編。
- 1997年（平成09年）3月24日：第206教育航空隊を「第203教育航空隊」に、第201支援整備隊を「第203支援整備隊」に改称。
- 1998年（平成10年）12月8日：補給整備部門の組織改編により第203支援整備隊を「第203整備補給隊」に改編。
- 2008年（平成20年）3月26日：体制移行による部隊改編により下総救難飛行隊が廃止。同隊所属機は館山航空基地に移転し第21航空群「第73航空隊」を新編。
- 2011年（平成23年）6月1日：YS-11T-Aの除籍により、第205教育航空隊が廃止。第203整備補給隊の第2031検査隊及び第2032検査隊は、第203検査隊に改編[4]。
- 2018年（平成30年）3月23日：航空部隊の改編。

1. 第203教育航空隊の第203列線整備隊と第203整備補給隊の第203検査隊を廃止、統合し第203整備補給隊に「第203機側整備隊」が新編。
2. 下総航空基地隊の警衛隊、運航隊地上救難班、管理隊車両班が統合され「下総航空警備隊」に改編。

- 2024年（令和06年）4月2日：第203教育航空隊にP-1が配備[5][6]。
- 2025年（令和07年）7月4日：P-3C哨戒機搭乗員の教育を終了[7][8]。

## 部隊編成

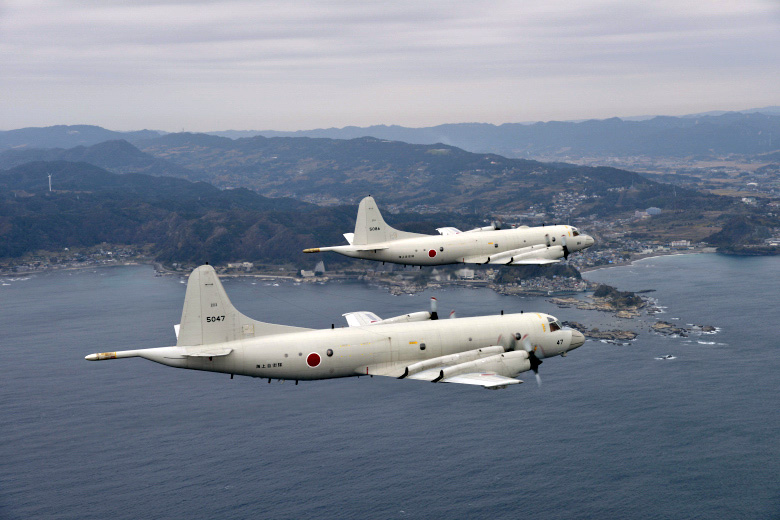
第203教育航空隊のP-3C

- 下総教育航空群司令部（下総航空基地）
  - 第203教育航空隊：P-3C、P-1
    - 隊本部
    - 第203教育飛行隊
    - 第203学生隊

  - 第203整備補給隊
    - 隊本部
    - 第203航空機整備隊
    - 第203電子整備隊
    - 第203武器整備隊
    - 第203機側整備隊
    - 第203補給隊

  - 下総航空基地隊
    - 隊本部
    - 下総管理隊
    - 下総航空警備隊
    - 下総運航隊
    - 下総経理隊
    - 下総厚生隊
    - 下総航空衛生隊

## 設置されている課程
- 実用機（VP）課程
- 航空士戦術課程
- 海曹士航空士機上整備課程
- 海曹士航空士機上電子整備課程
- 海曹士航空士対潜（音響）課程
- 海曹士航空士対潜（非音響）課程
- 海曹士航空士武器課程
- 幹部航空士機上整備課程

## 主要幹部
| 官職名              | 階級    | 氏名     | 補職発令日     | 前職                                                                              |
| ------------------- | ------- | -------- | -------------- | --------------------------------------------------------------------------------- |
| 下総教育航空群司令  | 1等海佐 | 吉田太郎 | 2025年06月30日 | 教育航空集団司令部幕僚長                                                          |
| 首席幕僚            | 1等海佐 | 増田淳   | 2025年06月01日 | 第202教育航空隊司令                                                               |
| 第203教育航空隊司令 | 1等海佐 | 岡﨑真吾 | 2024年08月15日 | 第1航空群司令部幕僚                                                               |
| 第203整備補給司令   | 1等海佐 | 堤一郎   | 2023年07月01日 | 防衛装備庁長官官房装備開発官付 第2開発室長 →2023年4月3日 下総教育航空群司令部勤務 |
| 下総航空基地隊司令  | 1等海佐 | 櫻井猛   | 2025年05月30日 | 呉地方総監部管理部長                                                              |

| 代 | 氏名       | 在任期間                     | 出身校・期           | 前職                                                                      | 後職                                                  | 備考                    |
| -- | ---------- | ---------------------------- | -------------------- | ------------------------------------------------------------------------- | ----------------------------------------------------- | ----------------------- |
| 01 | 森山 晃    | 1974年2月16日 1976年6月30日  | 海機53期             | 海上幕僚監部防衛部教育第2課長 →1974年1月16日 教育航空集団司令部付         | 木更津航空補給所長                                    | 1974年7月1日 海将補昇任 |
| 02 | 浜田亮一   | 1976年7月1日 1978年3月15日   | 海機55期             | 第4航空群司令部幕僚 →1976年4月1日 教育航空集団司令部付                    | 徳島教育航空群司令部付 →1978年7月1日 退職             | 海将補                  |
| 03 | 西村嘉交   | 1978年3月16日 1980年3月16日  | 海兵74期             | 教育航空集団司令部幕僚長                                                  | 阪神基地隊付 →1980年7月1日 退職                       | 海将補                  |
| 04 | 土屋 正    | 1980年3月17日 1980年12月4日  | 海機56期             | 下総航空基地隊司令                                                        | 海上自衛隊第3術科学校長                               | 1980年4月1日 海将補昇任 |
| 05 | 鈴木 真    | 1980年12月5日 1981年12月1日  | 海兵73期             | 海上幕僚監部防衛部副部長                                                  | 第1航空群司令                                         | 海将補                  |
| 06 | 武内 淳    | 1981年12月2日 1983年12月19日 | 東京水産大・ 4期幹候 | 鹿屋教育航空群司令                                                        | 第1航空群司令                                         | 1983年1月1日 海将補昇任 |
| 07 | 河野 俊    | 1983年12月20日 1985年7月31日 | 海保大2期・ 6期幹候  | 鹿屋教育航空群司令 →1983年11月24日 教育航空集団司令部付                   | 横須賀教育隊司令                                      |                         |
| 08 | 原田政昭   | 1985年8月1日 1986年6月16日   | 防大3期              | 海上幕僚監部総務部人事課長                                                | 海上幕僚監部総務部長                                  | 海将補                  |
| 09 | 柄崎節夫   | 1986年6月17日 1987年7月31日  | 東京水産大・ 4期幹候 | 第51航空隊司令                                                            | 退職（海将補昇任）                                    |                         |
| 10 | 小賀正條   | 1987年8月1日 1989年3月19日   | 防大1期              | 徳島教育航空群司令                                                        | 退職（海将補昇任）                                    |                         |
| 11 | 登川修治   | 1989年3月20日 1991年7月31日  | 防大3期              | 厚木航空基地隊司令                                                        | 退職（海将補昇任）                                    |                         |
| 12 | 清水幸夫   | 1991年8月1日 1993年6月30日   | 防大7期              | 調達実施本部大阪支部副支部長                                              | 海上自衛隊第3術科学校長                               |                         |
| 13 | 玉井秀幸   | 1993年7月1日 1996年3月31日   | 防大7期              | 自衛隊広島地方連絡部長                                                    | 退職（海将補昇任）                                    |                         |
| 14 | 池邑正男   | 1996年4月1日 1998年6月30日   | 防大9期              | 第51航空隊司令                                                            | 退職（海将補昇任）                                    |                         |
| 15 | 山崎 敦    | 1998年7月1日 1999年12月9日   | 防大11期             | 海上幕僚監部防衛部施設課長                                                | 退職（海将補昇任）                                    |                         |
| 16 | 藤原俊明   | 1999年12月10日 2001年8月10日 | 防大12期             | 那覇航空基地隊司令                                                        | 退職（海将補昇任）                                    |                         |
| 17 | 岸本條太郎 | 2001年8月11日 2003年3月31日  | 防大14期             | 館山航空基地隊司令                                                        | 退職（海将補昇任）                                    |                         |
| 18 | 藤原 裕    | 2003年4月1日 2004年6月30日   | 防大15期             | 海上自衛隊幹部学校主任教官                                                | 退職（海将補昇任）                                    |                         |
| 19 | 山本博秋   | 2004年7月1日 2005年7月31日   | 防大16期             | 第61航空隊司令                                                            | 退職（海将補昇任）                                    |                         |
| 20 | 久保秀人   | 2005年8月1日 2006年12月5日   | 防大17期             | 海上幕僚監部防衛部施設課長                                                | 退職（海将補昇任）                                    |                         |
| 21 | 松山守秀   | 2006年12月6日 2008年7月31日  | 防大19期             | 海上自衛隊幹部学校主任教官                                                | 退職（海将補昇任）                                    |                         |
| 22 | 石川喜代次 | 2008年8月1日 2009年8月2日    | 防大20期             | 海上自衛隊幹部学校研究部長                                                | 退職（海将補昇任）                                    |                         |
| 23 | 昌子隆廣   | 2009年8月3日 2010年8月31日   | 防大21期             | 呉地方総監部管理部長                                                      | 退職（海将補昇任）                                    |                         |
| 24 | 山作房彦   | 2010年9月1日 2012年12月3日   | 防大23期             | 海上幕僚監部防衛部防衛課 兼 統合幕僚監部運用部運用第2課 兼 自衛艦隊司令部 | 退職（海将補昇任）                                    |                         |
| 25 | 堀井 博    | 2012年12月4日 2014年5月8日   | 防大25期             | 舞鶴地方総監部管理部長                                                    | 教育航空集団司令部付 →2014年7月5日 退職（海将補昇任） |                         |
| 26 | 大熊圭介   | 2014年5月9日 2015年4月9日    | 防大27期             | 教育航空集団司令部                                                        | 退職（海将補昇任）                                    |                         |
| 27 | 寺尾俊彦   | 2015年4月10日 2016年11月30日 | 防大27期             | 海上自衛隊幹部候補生学校副校長                                            | 退職（海将補昇任）                                    |                         |
| 28 | 浅岡哲史   | 2016年12月1日 2018年7月31日  | 防大30期             | 呉地方総監部管理部長                                                      | 横須賀教育隊司令                                      |                         |
| 29 | 福島博     | 2018年8月1日 2019年11月30日  | 防大31期             | 徳島教育航空群司令                                                        | 退職（海将補昇任）                                    |                         |
| 30 | 井上竜三   | 2019年12月1日 2022年7月31日  | 防大35期             | 小月教育航空群司令                                                        | 第51航空隊司令                                        |                         |
| 31 | 藤澤 豊    | 2022年8月1日 2023年11月30日  | 防大33期             | 教育航空集団司令部幕僚長                                                  | 退職（海将補昇任）                                    |                         |
| 32 | 尾畑典生   | 2023年12月1日 2025年6月29日  | 防大34期             | 教育航空集団司令部幕僚長                                                  |                                                       |                         |
| 33 | 吉田太郎   | 2025年6月30日                | 防大35期             | 教育航空集団司令部幕僚長                                                  |                                                       |                         |